# Alapakkam
Alapakkam é uma vila no distrito de Kancheepuram , no estado indiano de Tamil Nadu.

## Demografia
Segundo o censo de 2001,  Alapakkam  tinha uma população de 5421 habitantes. Os indivíduos do sexo masculino constituem 53% da população e os do sexo feminino 47%. Alapakkam tem uma taxa de literacia de 72%, superior à média nacional de 59.5%; com 58% para o sexo masculino e 42% para o sexo feminino. 10% da população está abaixo dos 6 anos de idade.